# Slaughter on 10th Avenue
| Recensione | Giudizio |
| ---------- | -------- |
| AllMusic   |          |

Slaughter on 10th Avenue è l'album di debutto del musicista britannico Mick Ronson, pubblicato nel 1974.

## Tracce
Lato A
1. Love Me Tender (Ken Darby)
2. Growing Up and I'm Fine (David Bowie)
3. Only After Dark (Mick Ronson, Scott Richardson)
4. Music Is Lethal (David Bowie, Lucio Battisti)

Lato B
1. I'm the One (Annette Peacock)
2. Pleasure Man/Hey Ma Get Papa (Mick Ronson, Scott Richardson, David Bowie)
3. Slaughter on Tenth Avenue (Richard Rodgers)

### Bonus tracks ristampa
1. Solo on 10th Avenue (Richard Rodgers) [Live]
2. Leave My Heart Alone (Craig Fuller) [Original B-Side - Live]
3. Love Me Tender [Live]
4. Slaughter on Tenth Avenue [Live]

## Formazione
- Mick Ronson - chitarra elettrica, pianoforte, voce, arrangiamenti, direzione
- Trevor Bolder - basso, tromba, trombone
- Aynsley Dunbar - batteria, percussioni
- Mike Garson - piano, piano elettrico, organo
- David Hentschel - sintetizzatore ARP in Hey Ma Get Papa
- Margaret Ronson - cori
- Dennis MacKay - cori
- Sidney Sax - archi